# Брокије
Брокије (фр. Broquiès) насеље је и општина у јужној Француској у региону Миди Пирене, у департману Аверон која припада префектури Мијо.
По подацима из 2011. године у општини је живело 629 становника, а густина насељености је износила 16,56 становника/km². Општина се простире на површини од 37,99 km². Налази се на средњој надморској висини од 367 метара (максималној 738 m, а минималној 243 m).

## Демографија
| 1962. | 1968. | 1975. | 1982. | 1990. | 1999. | 2011. |
| ----- | ----- | ----- | ----- | ----- | ----- | ----- |
| 926   | 1.022 | 881   | 752   | 652   | 678   | 629   |

График промене броја становника у току последњих година